# Reno Andreini
Reno Andreini talvolta citato come Remo Andreini (Firenze, 1875-1880 – dopo il 1924) è stato un tenore italiano che ebbe una carriera internazionale attiva dal 1902 al 1924.
Specialista del repertorio italiano, si esibì spesso nelle opere di belcanto di Bellini, Gaetano Donizetti e Gioachino Rossini e nelle opere veriste di Ruggero Leoncavallo, Pietro Mascagni e Giacomo Puccini. Fu in particolare il primo cantante a realizzare una registrazione completa del ruolo di Rodolfo in La boheme di Puccini nel 1917. Registrò anche duetti de La traviata con Maria Galvany e un duetto di Manon di Massenet con Riccardo Tegani per la Gramophone Company .

## Biografia
Nato a Firenze, Andreini studiò al Conservatorio Luigi Cherubini nella sua città natale. Debuttò al Teatro Nicolini di Firenze nel 1902 nel ruolo di Arturo con Luisa Tetrazzini in I puritani di Vincenzo Bellini. Nello stesso anno cantò il ruolo di Elvino in La sonnambula di Bellini al Teatro Lirico Giuseppe Verdi di Trieste. Nel 1903 eseguì il ruolo del protagonista in I racconti di Hoffmann di Jacques Offenbach al Teatro del Corso di Bologna, e cantò in ruoli diversi al Teatro Petruzzelli di Bari.
Nel 1904 fu impegnato al Teatro Massimo di Palermo, dove interpretò in particolare Turiddu, al fianco di Eugenia Burzio e Pasquale Amato, in una lodata produzione della Cavalleria rusticana di Pietro Mascagni. Altri ruoli che cantò a Palermo quell'anno furono Edgardo in Lucia di Lammermoor di Donizetti e Almaviva ne Il barbiere di Siviglia  di Rossini. Nel 1905 cantò Hoffmann per il suo debutto al Teatro Costanzi di Roma e nel 1906 fece un tour in Russia dove cantò il ruolo del Duca di Mantova nel Rigoletto di Giuseppe Verdi sia al Teatro Mariinsky di San Pietroburgo che al Teatro Solodovnikov di Mosca.
Nel 1907 tornò in Italia al Politaema di Parma dove debuttò, nel ruolo di Canio, in Pagliacci di Ruggero Leoncavallo e quindi in quello di Milio Dufresne in Zazà dello stesso Leoncavallo e di Edgardo di Ravenswood nella Lucia di Lammermoor di Donizetti. Andreini in seguito cantò Milio per il suo debutto al Teatro di San Carlo a Napoli nel 1910. Fu anche al Teatro del Giglio di Lucca nel 1910 nel ruolo del Chevalier des Grieux nella Manon Lescaut di Giacomo Puccini.
Nel 1911 Andreini cantò al Teatro Regio di Torino, dove debuttò nel ruolo di Walter nella  Loreley di Alfredo Catalani. Nello stesso teatro creò il ruolo di Luciano nella prima mondiale della Morgana di Raffaele De Miero il 16 febbraio 1911.  Nel 1915 tornò a Palermo per cantare Cavaradossi nella Tosca di Puccini. Nel 1916 si recò a Cuba e cantò alla Havana Opera, dove eseguì Alfredo ne La traviata con la Violetta di Amelita Galli-Curci per il suo debutto con la compagnia. Fu anche il partner della Galli-Curci nelle produzioni di Lucia di Lammermoor e La Sonnambula all'Avana lo stesso anno.
Nel 1917 tornò in Italia al Teatro Costanzi di Roma. Nelle successive due stagioni cantò a Roma Dick Johnson ne La fanciulla del West di Puccini, Don Josè in Carmen di Bizet  e Pinkerton in Madama Butterfly di Puccini.  Nello stesso anno fu il primo a registrare il ruolo di Rodolfo ne La Boheme, cantando con l'orchestra e il coro della Scala diretti Carlo Sabajno. Nel 1924 diede le sue ultime esibizioni conosciute nei Paesi Bassi nei ruoli di Alfredo e Don Jose con Violetta e Carmen interpretate da Gemma Bellincioni. Da quel momento non si hanno più notizie sulla sua attività.